# Hum na Sutli
Hum na Sutli je naseljeno mjesto i istoimena općina u Hrvatskom zagorju, u sastavu Krapinsko-zagorske županije.

## Stanovništvo
Po popisu stanovništva iz 2001. godine, općina Hum na Sutli imala je 5476 stanovnika, raspoređenih u 17 naselja.
- Brezno Gora – 88
- Donje Brezno – 128
- Druškovec Gora – 112
- Gornje Brezno – 331
- Grletinec – 217
- Hum na Sutli – 1238
- Klenovec Humski – 423
- Lastine – 170
- Lupinjak – 376
- Mali Tabor – 370
- Orešje Humsko – 205
- Poredje – 231
- Prišlin – 399
- Rusnica – 209
- Strmec Humski – 184
- Vrbišnica – 275
- Zalug – 112

| broj stanovnika | 4683  | 4936  | 5213  | 5628  | 5771  | 6309  | 6015  | 6262  | 6448  | 6403  | 6004  | 6194  | 5902  | 5740  | 5476  | 5060  | 4592  |
|                 | 1857. | 1869. | 1880. | 1890. | 1900. | 1910. | 1921. | 1931. | 1948. | 1953. | 1961. | 1971. | 1981. | 1991. | 2001. | 2011. | 2021. |

| broj stanovnika | 477   | 531   | 566   | 592   | 533   | 577   | 544   | 660   | 685   | 823   | 861   | 1146  | 1201  | 1282  | 1238  | 1096  | 957   |
|                 | 1857. | 1869. | 1880. | 1890. | 1900. | 1910. | 1921. | 1931. | 1948. | 1953. | 1961. | 1971. | 1981. | 1991. | 2001. | 2011. | 2021. |

## Uprava
- Načelnik: Božidar Brezinšćak Bagola
- Predsjednik Općinskog Vijeća: Rajko Jutriša

## Poznate osobe
U Humu na Sutli ima mnogo poznatih ljudi koji su poznati samo na području općine ili samo kod starijih mještana. Poznati su npr. Viktor Kovačić, po kojem je nazvana osnovna škola, inače jedan od najvećih arhitekata u povijesti Hrvatske, te Rikard Jorgovanić.
- Božidar Brezinščak Bagola, hrv. književnik.
- Josip Škrabl, hrv. biciklist, nastupio na Olimpijskim igrama 1928.

## Obrazovanje
U općini Hum na Sutli nalazi se Osnovna škola Viktora Kovačića. Škola ima nekoliko područnih škola nižih razreda, jednu u Lupinjaku, pa zatim u Druškovcu te Prišlinu, Breznom i na Taborskom. Osnovna škola Viktora Kovačića poznata je po svojim uspjesima na različitim natjecanjima.
Za srednjoškolsko obrazovanje najbliže srednje škole nalaze su u Pregradi (15 minuta autobusom) i Zaboku (45 minuta autobusom).

## Šport
- NK Straža Hum na Sutli

## Vanjske poveznice
Službene stranice